# Rosemary Lane
Rosemary Lane (Indianola, 4 aprile 1913 – Los Angeles, 25 novembre 1974) è stata un'attrice e cantante statunitense.
È nota per le sue performance con Lola e Priscilla come Lane Sisters e Fred Waring dei Pennsylvanians negli anni 1930, e per la sua carriera cinematografica nelle annate 1930 e 1940.

## Primi anni
Rosemary nacque in Indianola, nello Iowa nel 1913, dal dentista Lorenzo Mullican e dalla di lui moglie, Cora Bell Hicks. Aveva quattro sorelle (Leotabel (Leota), Dorothy (Lola), Martha e Priscilla, tre delle quali faranno carriera nel mondo dello spettacolo. Da bambine, Rosemary e sua sorella Priscilla viaggiavano fino a Des Moines nello Iowa ogni weekend per studiare danza con Rose Lorenz, una rinomata insegnante di danza. Le ragazze fecero la loro prima comparsa professionale il 30 settembre 1930 al Des Moines' Paramount Theater. Nel 1930, Rosemary si esibì sul palcoscenico come parte dello spettacolo accompagnando la presentazione del film hollywoodiano di sua sorella Lola Good News. Rosemary era un membro della National Honor Society, diplomatasi alla scuola media superiore di Indianola nel 1931 e frequentante il Simpson College per breve tempo, che aveva fatto parte di una squadra di matricole di basket.
In 1932 Rosemary si trasferì con la madre a New York, dove le sorelle maggiori Leota e Lola avevano già fatto i loro debutti a Broadway. Fred Waring, un direttore di orchestra, udì Rosemary e Priscilla cantare, e le scritturò per unirsi alla sua banda, The Pennsylvanians.

## Carriera cinematografica
Rosemary e Priscilla rimasero con Fred Waring per quasi cinque anni. Nel 1937, Waring fu scritturato dalla Warner Bros. a Hollywood per comparire con la sua banda nell'Invito alla danza, un musical con Dick Powell. Sia Rosemary che Priscilla ebbero ruoli caratteristici nel film. Il successivo film di Lane fu il musical Hollywood Hotel, nel quale lei recitò con la sorella Lola e con Powell, prima di recitare in Gold Diggers in Paris, avente come controparte Rudy Vallee.

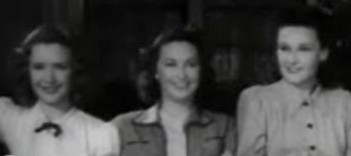
Priscilla, Rosemary e Lola in Four Wives (1939)

Priscilla, Rosemary e Lola comparvero come tre o quattro sorelle (la quarta era Gale Page) in Quattro figlie nel 1938; con temi analoghi Profughi dell'amore nel 1939 e in due sequel, Four Wives nel 1939 e Four Mothers nel 1941. Rosemary recitò anche in Il terrore dell'Ovest nel 1939, interpretando «una vera ragazza del West» che si innamora di James Cagney, mentre Humphrey Bogart recita la parte del "vero cattivo".

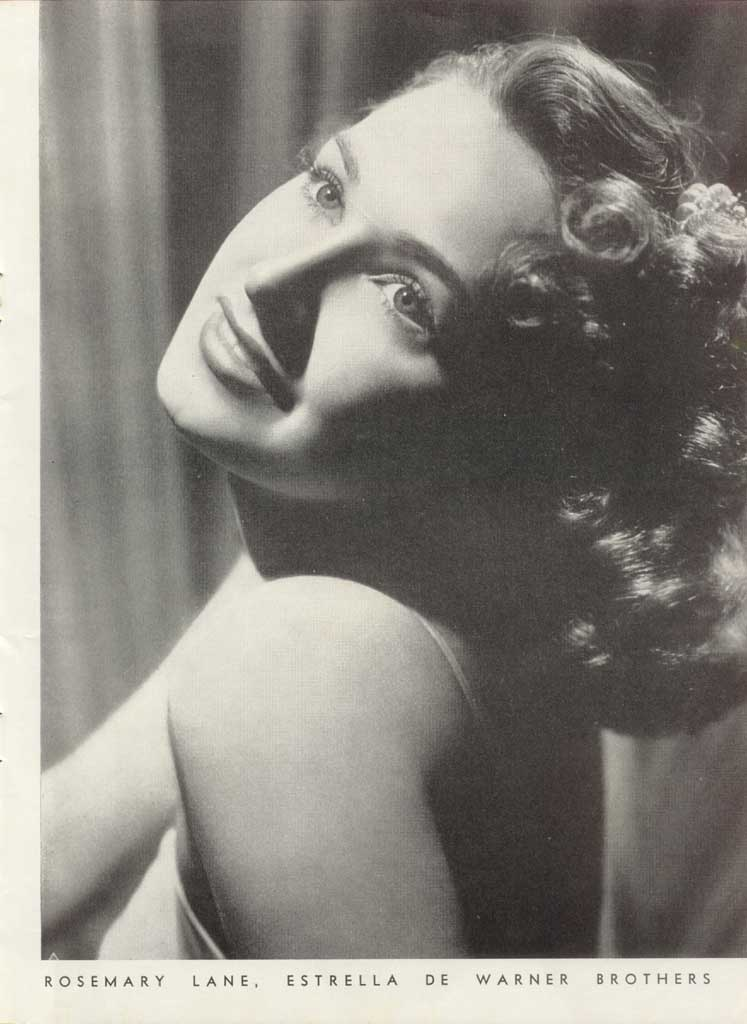
Rosemary Lane in agosto 1940

Lane ottenne buona critica per The Boys from Syracuse nel 1940, basata sul successo a Broadway del 1938 di Rodgers e Hart. L'anno successivo Rosemary compì un insolito spostamento per un'attrice cinematografica com'era diventando una stella di Broadway nella parte di Gale Joy nella commedia musicale Best Foot Forward, che aprì la stagione al Ethel Barrymore Theatre il 1º ottobre 1941 e la terminò dopo 326 spettacoli il 4 luglio 1942.
Lane terminò la propria carriera nel 1945 con Sing Me a Song of Texas, nella parte della cantante di nightclub Laurie Lang, la nipote di un ricco ranchero. Iniziò quindi un'altra carriera nel commercio immobiliare in un ufficio di Pacific Palisades.
Nel 1942, una via a Burbank in California fu chiamata in suo onore Rosemary Lane.

## Vita privata
Lane sposò il truccatore di Hollywood George H. "Bud" Westmore il 28 dicembre 1941. Essi furono sposati per 13 anni ed ebbero una figlia, Bridget Westmore, ma divorziarono nel 1954.

## Decesso
Lane morì di diabete e ostruzione polmonare al Motion Picture Country Hospital il 25 novembre 1974, a Woodland Hills in California all'età di 61 anni. La sua salma fu inumata in una tomba senza nome al Forest Lawn Memorial Park in  Glendale, California, e sulla sua tomba venne poi indicato il nome nel 2012.

## Filmografia
| Anno | Film                    | Ruolo                  | Note |
| ---- | ----------------------- | ---------------------- | ---- |
| 1937 | Varsity Show            | Barbara 'Babs' Steward |      |
| 1937 | Hollywood Hotel         | Virginia Stanton       |      |
| 1938 | Gold Diggers in Paris   | Kay Morrow             |      |
| 1938 | Four Daughters          | Kay Lemp               |      |
| 1939 | Blackwell's Island      | Mary 'Sunny' Walsh     |      |
| 1939 | The Oklahoma Kid        | Jane Hardwick          |      |
| 1939 | Daughters Courageous    | Tinka Masters          |      |
| 1939 | The Return of Doctor X  | Joan Vance             |      |
| 1939 | Four Wives              | Kay Lemp               |      |
| 1940 | An Angel from Texas     | Lydia Weston           |      |
| 1940 | Ladies Must Live        | Pat Halliday           |      |
| 1940 | The Boys from Syracuse  | Phyllis                |      |
| 1940 | Always a Bride          | Alice Bond             |      |
| 1941 | Four Mothers            | Kay Lemp Forrest       |      |
| 1941 | Time Out for Rhythm     | Frances Lewis          |      |
| 1943 | Chatterbox              | Carol Forrest          |      |
| 1943 | All by Myself           | Val Stevenson          |      |
| 1943 | Harvest Melody          | Gilda Parker           |      |
| 1944 | Trocadero               | Judy                   |      |
| 1945 | Sing Me a Song of Texas | Laurie Lang            |      |